# Irina Nikulčina
Irina Kostadinova Nikulčina, accreditata come Irina Nikulchina dalla FIS (in bulgaro Ирина Костадинова Никулчина?; Razlog, 8 dicembre 1974), è un'allenatrice di biathlon ed ex sciatrice nordica bulgara attiva sia nello sci di fondo sia nel biathlon, specialità nella quale colse i maggiori successi.
È moglie di Ivan Keradžiev, a sua volta allenatore di biathlon.

## Biografia

### Carriera nello sci di fondo
Iniziò praticando lo sci di fondo: prese parte a due edizioni dei Campionati mondiali juniores, a una dei Campionati mondiali, Falun 1993 (49ª nella 15 km a inseguimento il miglior piazzamento), e a due dei Giochi olimpici invernali, Lillehammer 1994 (57ª nella 5 km, 44ª nella 15 km, 38ª nella 30 km, 43ª nell'inseguimento) e Nagano 1998 (70ª nella 5 km, 63ª nella 15 km, 28ª nella 30 km, 53ª nell'inseguimento).
In Coppa del Mondo esordì l'11 dicembre 1993 a Santa Caterina Valfurva (87ª) e ottenne il miglior piazzamento l'8 gennaio 1998 a Ramsau am Dachstein (55ª).

### Carriera nel biathlon
Dal 1998 si dedicò al biathlon; in Coppa del Mondo esordì l'11 dicembre 1998 a Hochfilzen (76ª) e ottenne il primo podio il 12 dicembre 1999 a Pokljuka (3ª).
Nella sua carriera da biatleta prese parte ad altre due edizioni dei Giochi olimpici invernali, Salt Lake City 2002 (11ª nella sprint, 3ª nell'inseguimento, 43ª nell'individuale, 4ª nella staffetta) e Torino 2006 (36ª nella sprint, 30ª nell'inseguimento, 28ª nell'individuale, 8ª nella staffetta), e a sette dei Campionati mondiali (6ª nella partenza in linea e nella staffetta a Oslo/Lahti 2000, nella staffetta a Pokljuka 2001 e nella sprint e nella staffetta a Oberhof 2004 i migliori piazzamenti).

### Carriera da allenatrice
Dopo il ritiro divenne allenatrice dei biatleti nei quadri della nazionale bulgara.

## Palmarès

### Biathlon

#### Olimpiadi
- 1 medaglia:
  - 1 bronzo (inseguimento[2] a Salt Lake City 2002)

#### Coppa del Mondo
- Miglior piazzamento in classifica generale: 14ª nel 2000
- 4 podi (2 individuali, 2 a squadre), oltre a quello conquistato in sede olimpica e valido anche ai fini della Coppa del Mondo:
  - 4 terzi posti